# Synclitodes decoripennis
Synclitodes decoripennis là một loài bướm đêm trong họ Crambidae.